# 利夫內
52°25′N 37°36′E / 52.417°N 37.600°E
利夫內（俄语：Ли́вны）是俄羅斯奧廖爾州的一個城市，位於奧廖爾東南150公里的索斯納河畔。2002年52,841人。
利夫內於1177年首見於文獻，1586年正式設市。